# O reuniune forțată
O reuniune forțată (titlu original: The D Train) este un film american din 2015, în regia lui Jarrad Paul și Andrew Mogel. Rolurile au fost interpretate de actorii Jack Black, James Marsden, Kathryn Hahn, Jeffrey Tambor, Russell Posner, Kyle Bornheimer, Mike White, Henry Zebrowski, Denise Williamson, Donna Duplantier, Han Soto și Dermot Mulroney. A fost lansat în Statele Unite ale Americii pe 8 mai 2015 de IFC Films.